# Зворыкин, Иван Николаевич
Ива́н Никола́евич Зворы́кин (1861 — после 1917) — генерал-лейтенант русской императорской армии, Ростовский-на-Дону градоначальник (1907—1914).

## Биография
Происходил из потомственных дворян Костромской губернии.
Окончил 3-ю Московскую военную гимназию (1879) и Михайловское артиллерийское училище по 1-му разряду (1882), выпущен подпоручиком во 2-ю конно-артиллерийскую батарею с прикомандированием к гвардейской конно-артиллерийской бригаде. В 1884 году переведен в гвардию.
Чины: подпоручик гвардии (1884), поручик (1886), штабс-капитан (1894), капитан (1895), переименован в подполковники (1895), полковник (за отличие, 1904), генерал-майор (за отличие, 1910), генерал-лейтенант (1914).
В 1888 году был утвержден в должности младшего офицера Михайловского училища. Затем командовал 2-й батареей резервной артиллерийской бригады (1896—1898), 1-й батареей 1-й гренадерской артиллерийской бригады (1898—1904) и 1-м дивизионом 3-й запасной артиллерийской бригады (1904—1906).
В октябре 1905 принимал участие в подавлении крестьянских выступлений в Балашовском, Сердобском, Петровском и других уездах Саратовской губернии, был отмечен Саратовским губернатором Столыпиным.
В 1906—1907 годах командовал 3-м дивизионом 1-й гренадерской артиллерийской бригады.
26 января 1907 года, по инициативе Столыпина, назначен ростовским-на-Дону градоначальником. С 3 августа 1914 года был также начальником Ростовского гарнизона. С 1914 года Зворыкин жил в доме № 89 на Пушкинской улице. Входил в состав совета всех праздников древонасаждения, прошедших в Ростове-на-Дону до революции 1917 года.
16 ноября 1914 года был уволен от службы за болезнью с производством в чин генерал-лейтенанта с мундиром и пенсией. В феврале 1915 года снова был возвращен на службу чином генерал-лейтенанта и определен в распоряжение генерал-инспектора артиллерии.
8 августа 1917 года уволен от службы. Дальнейшая судьба неизвестна.

## Награды
- Орден Святой Анны 3-й степени
- Орден Святой Анны 2-й степени (1900)
- Орден Святого Владимира 4-й степени (1906)
- Орден Святого Владимира 3-й степени
- Орден Святого Станислава 1-й степени (1913)